# بحر ديفس

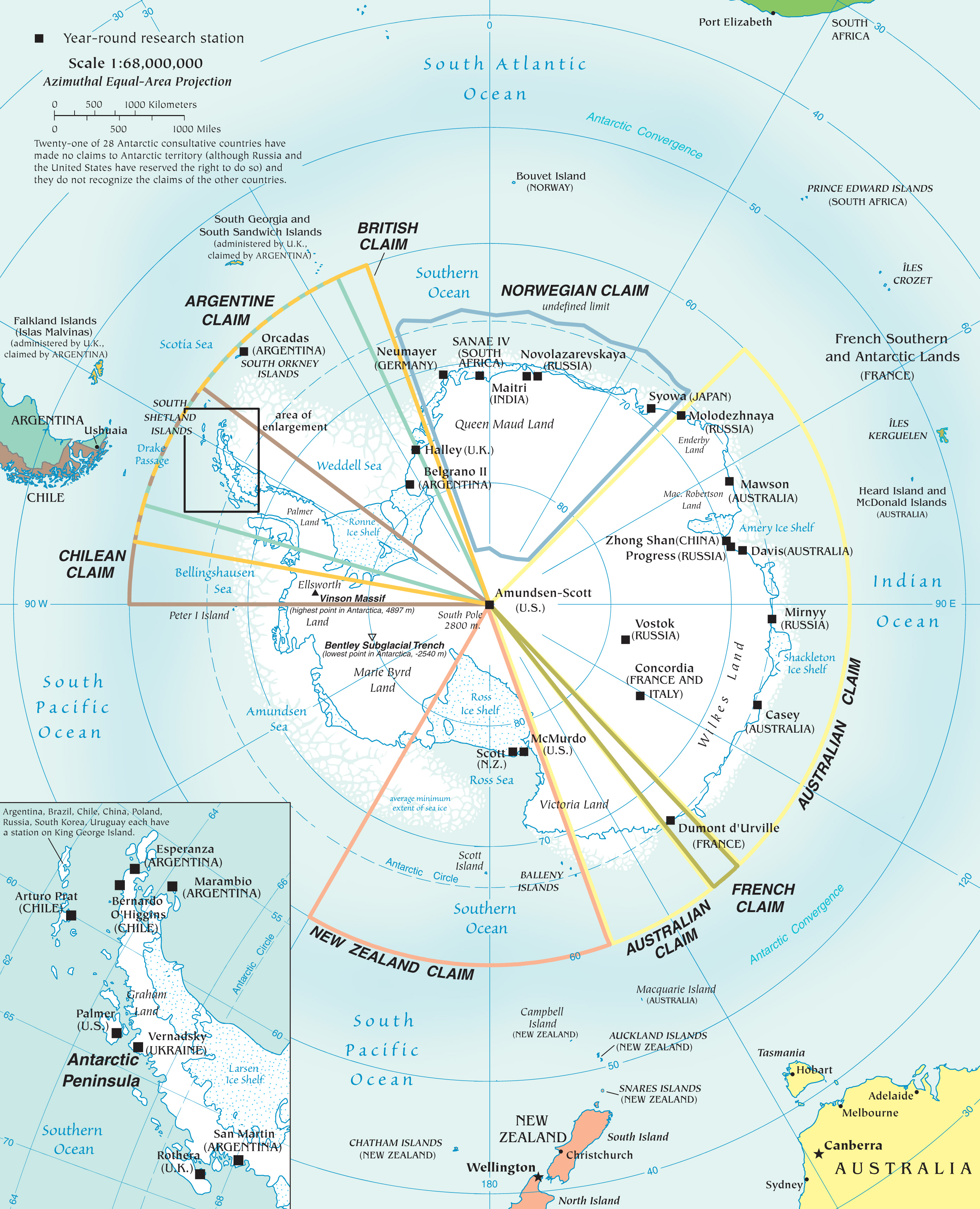
صورة لبحر ديفيس شرق القارة القطبية الجنوبية

بحر ديفيس هو عبارة عن مساحة المسطحات المائية الواقعة على طول ساحل القارة القطبية الجنوبية من جهة الشرق. بين الجرف الجليدي الغربي في الغرب، والجرف الجليدي في شرق شاكلتون، يقع مابن درجة 82 و 96 شرقا. يحده من الشرق بحر ماوسن، ومن الغرب بحر التعاون، وفقا للموسوعة السوفياتية العظمى، فإنه البحر يمتد من 87-98 درجة شرقا، ويصل عمقة إلى 1300 متر. وتزيد مساحته على 21000 كم. وقد تم اكتشاف البحر من قبل البعثة الأسترالية إلى القطب الجنوبي (1911-1914) تحت قيادة السير دوغلاس ماوسن، واكتشف من قبل الكابتن ديفيس القائد الثاني في البعثة، وقد سمي بحرين على أسميهما بحر ديفس و بحر ماوسن.